# Сила трения скольжения

Изображения сил, действующих на скользящее тело.

Изображения сил, действующих на тело, находящееся на ровной и наклонной плоскости.

Сила трения скольжения — сила, возникающая между соприкасающимися телами при их относительном движении.
Опытным путём установлено, что сила трения зависит от силы давления тел друг на друга (силы реакции опоры), от материалов трущихся поверхностей, от скорости относительного движения, но не зависит от площади соприкосновения.
Величина, характеризующая трущиеся поверхности, называется коэффициентом трения и обозначается обычно латинской буквой {\displaystyle k} или греческой буквой {\displaystyle \mu }. Она зависит от природы и качества обработки трущихся поверхностей. Кроме того, коэффициент трения зависит от скорости. Впрочем, чаще всего эта зависимость выражена слабо, и если большая точность измерений не требуется, то {\displaystyle \mu } можно считать постоянным. В первом приближении величина силы трения скольжения может быть рассчитана по формуле:
{\displaystyle F=\mu N}
{\displaystyle \mu } — коэффициент трения скольжения,
{\displaystyle N} — сила нормальной реакции опоры.
Силами трения называются тангенциальные взаимодействия между соприкасающимися телами, возникающие при их относительном перемещении.
Опыты с движением различных соприкасающихся тел (твёрдых по твёрдым, твёрдых в жидкости или газе, жидких в газе и т. п.) с различным состоянием поверхностей соприкосновения показывают, что силы трения проявляются при относительном перемещении соприкасающихся тел и направлены против вектора относительной скорости тангенциально к поверхности соприкосновения. При этом всегда в большей или меньшей степени происходит преобразование механического движения в другие формы движения материи — чаще всего в тепловую форму движения, и происходит нагревание взаимодействующих тел.

## Независимость от площади
Так как никакое тело не является абсолютно ровным, сила трения не зависит от площади соприкосновения, и истинная площадь соприкосновения гораздо меньше наблюдаемой. На самом деле, площадь соприкосновения, казалось бы, ровных поверхностей может находиться в пределах {\displaystyle 0,01\%-0,001\%} от всей мнимой площади соприкосновения. А в случае поверхностей максимально гладких начинает возникать межмолекулярное притяжение.
Обычно это демонстрируется примером:
Два цилиндра из мягких металлов соединяют плоскими частями, а затем с легкостью отрывают. После этого два цилиндра соединяют и немного двигают относительно друг друга. При этом все неровности поверхности притираются друг к другу, образуя максимальную площадь соприкосновения: появляются силы межмолекулярного притяжения. А после разъединить эти два цилиндра становится очень сложно.

## Типы трения скольжения
Если между телами отсутствует жидкая или газообразная прослойка (смазочный материал), то такое трение называется сухим. В противном случае, трение называется «жидким». Характерной отличительной чертой сухого трения является наличие трения покоя.
По физике взаимодействия трение скольжения принято разделять на:
- Сухое, когда взаимодействующие твёрдые тела не разделены никакими дополнительными слоями/смазочными материалами — очень редко встречающийся на практике случай. Характерная отличительная черта сухого трения — наличие значительной силы трения покоя;
- Сухое с сухой смазкой (графитовым порошком);
- Жидкостное, при взаимодействии тел, разделённых слоем жидкости или газа (смазочного материала) различной толщины — как правило, встречается при трении качения, когда твёрдые тела погружены в жидкость;
- Смешанное, когда область контакта содержит участки сухого и жидкостного трения;
- Граничное, когда в области контакта могут содержаться слои и участки различной природы (оксидные плёнки, жидкость и т. д.) — наиболее распространённый случай при трении скольжения;

Также можно классифицировать трение по его области. Силы трения, возникающие при относительном перемещении различных тел, называются силами внешнего трения. Силы трения возникают и при относительном перемещении частей одного и того же тела. Трение между слоями одного и того же тела называется внутренним трением.

## Измерение
В связи со сложностью физико-химических процессов, протекающих в зоне фрикционного взаимодействия, процессы трения принципиально не поддаются описанию с помощью методов классической механики. Поэтому нет точной формулы для коэффициента трения. Его оценка производится на основе эмпирических данных: так как по первому закону Ньютона тело движется равномерно и прямолинейно, когда внешняя сила уравновешивает возникающую при движении силу трения, то для измерения действующей на тело силы трения достаточно измерить силу, которую необходимо приложить к телу, чтобы оно двигалось без ускорения.

## Таблица коэффициентов трения скольжения
Значения таблицы взяты из справочника по физике
| Трущиеся материалы (при сухих поверхностях) | Коэффициенты трения | Коэффициенты трения                |
| Трущиеся материалы (при сухих поверхностях) | покоя               | при движении                       |
| ------------------------------------------- | ------------------- | ---------------------------------- |
| Алюминий по алюминию                        | 0,94                |                                    |
| Бронза по бронзе                            | 0,99                | 0,20                               |
| Бронза по чугуну                            |                     | 0,21                               |
| Дерево по дереву (в среднем)                | 0,65                | 0,33                               |
| Дерево по камню                             | 0,46-0,60           |                                    |
| Дуб по дубу (вдоль волокон)                 | 0,62                | 0,48                               |
| Дуб по дубу (перпендикулярно волокнам)      | 0,54                | 0,34                               |
| Железо по железу                            | 0,15                | 0,14                               |
| Железо по чугуну                            | 0,19                | 0,18                               |
| Железо по бронзе (слабая смазка)            | 0,19                | 0,18                               |
| Канат пеньковый по деревянному барабану     | 0,40                |                                    |
| Канат пеньковый по железному барабану       | 0,25                |                                    |
| Каучук по дереву                            | 0,80                | 0,55                               |
| Каучук по металлу                           | 0,80                | 0,55                               |
| Кирпич по кирпичу (гладко отшлифованные)    | 0,5-0,7             |                                    |
| Колесо со стальным бандажем по рельсу       |                     | 0,16                               |
| Лёд по льду                                 |                     | 0,028                              |
| Металл по асботекстолиту                    | 0,35-0,50           |                                    |
| Металл по дереву (в среднем)                | 0,60                | 0,40                               |
| Металл по камню (в среднем)                 | 0,42-0,50           |                                    |
| Металл по металлу (в среднем)               | 0,18-0,20           |                                    |
| Медь по чугуну                              | 0,27                |                                    |
| Олово по свинцу                             | 2,25                |                                    |
| Полозья деревянные по льду                  |                     | 0,035                              |
| Полозья обитые железом по льду              |                     | 0,02                               |
| Резина (шина) по твёрдому грунту            | 0,40-0,60           |                                    |
| Резина (шина) по чугуну                     | 0,83                | 0,8                                |
| Ремень кожаный по деревянному шкиву         | 0,50                | 0,30-0,50                          |
| Ремень кожаный по чугунному шкиву           | 0,30-0,50           | 0,56                               |
| Сталь по железу                             | 0,19                |                                    |
| Сталь (коньки) по льду                      | 0,02-0,03           | 0,015                              |
| Сталь по райбесту                           | 0,25-0,45           |                                    |
| Сталь по стали                              | 0,15-0,25           | 0,09 (ν = 3 м/с) 0,03 (ν = 27 м/с) |
| Сталь по феродо                             | 0,25-0,45           |                                    |
| Точильный камень (мелкозернистый) по железу |                     | 1                                  |
| Точильный камень (мелкозернистый) по стали  |                     | 0,94                               |
| Точильный камень (мелкозернистый) по чугуну |                     | 0,72                               |
| Чугун по дубу                               | 0,65                | 0,30-0,50                          |
| Чугун по райбесту                           | 0,25-0,45           |                                    |
| Чугун по стали                              | 0,33                | 0,13 (ν = 20 м/с)                  |
| Чугун по феродо                             | 0,25-0,45           |                                    |
| Чугун по чугуну                             |                     | 0,15                               |